# This Is Music: The Singles 92-98
This Is Music: The Singles 92-98 è una raccolta del gruppo musicale britannico The Verve pubblicata nel 2004.

## Descrizione
Contiene 12 tracce tra le maggiori canzoni del gruppo più 2 canzoni inedite: This Could Be My Moment e Monte Carlo entrambe mai pubblicate come singoli estratti.
Il titolo dell'album è un riferimento al primo singolo estratto (This Is Music, appunto) dal secondo album del gruppo A Northern Soul del 1995.

## Tracce
Testi e musiche di The Verve (Richard Ashcroft, Simon Jones, Peter Salisbury e Nick McCabe), eccetto dove indicato.
1. This Is Music – 3:38
2. Slide Away – 4:06
3. Lucky Man – 4:49 (Richard Ashcroft)
4. History – 5:28
5. She's a Superstar (Edit) – 5:04
6. On Your Own – 3:36
7. Blue – 3:39
8. Sonnet – 4:24 (Richard Ashcroft)
9. All in the Mind – 4:17
10. The Drugs Don't Work – 5:05 (Richard Ashcroft)
11. Gravity Grave – 8:21
12. Bitter Sweet Symphony – 5:59 (Richard Ashcroft)
13. This Could Be My Moment – 3:59 (Richard Ashcroft)
14. Monte Carlo – 4:58

Traccia bonus dell'edizione giapponese
1. I See the Door – 5:20